# Ширяево
Ширяево (на украински: Ширяєве) е селище от градски тип в Южна Украйна, Березивски район на Одеска област. Основано е през 1795 година. Населението му е около 7238 души.